# ناحیه کراچی جنوبی
ناحیه کراچی جنوبی (ضلع کراچی جنوبی ) یکی از تقسیمات اداری بخش کراچی در ایالت سند‌ در پاکستان‌است. این ناحیه در جنوب بخش کراچی واقع شده است.